# Sassierges-Saint-Germain
Sassierges-Saint-Germain é uma comuna francesa na região administrativa do Centro, no departamento Indre. Estende-se por uma área de 32,17 km². Em 2010 a comuna tinha 475 habitantes (densidade: 14,8 hab./km²).